# Henri-Guillaume d'Anhalt
 (mai 2023).
Pour les articles homonymes, voir Anhalt.
Henri-Guillaume d'Anhalt (né le 24 décembre 1734 à Capelle et mort le 10 décembre 1801 à Ziesar) est un officier prussien, plus récemment général d'infanterie, inspecteur général de l'infanterie en Prusse-Orientale et capitaine officiel de Lebus et seigneur héréditaire de Plaue.

## Biographie

### Origine
Henri-Guillaumeest le fils illégitime du prince héréditaire Guillaume-Gustave d'Anhalt-Dessau et de sa maîtresse Henriette Marianne, née Schardius. Elle est la fille du surintendant général de Dessau Johann Peter Schardius (mort en 1733). Elle se marie plus tard avec le conseiller privé Günther à Köthen.

### Carrière militaire
Après la mort de son père en 1737, son oncle Maurice d'Anhalt-Dessau qui s'occupe de lui. Celui-ci est maréchal général prussien. Il apprend auprès de lui le métier de soldat et d'ingénieur. Le 5 avril 1752, Anhalt est d'abord engagé en tant que sous-lieutenant dans le régiment à pied "prince Maurice d'Anhalt-Dessau".
Au début de la Guerre de Sept Ans, il est recommandé au Generalleutnant Johann Dietrich von Huelsen, qui le recommande au roi. Il devient alors aide de camp et quartier-maître du roi. Après la bataille de Liegnitz, il est promu capitaine. Le 3 janvier 1761, Frédéric II l'élève à la noblesse prussienne sous le nom d'Anhalt. La même année, il reçoit l'ordre Pour le Mérite pour sa bravoure à la bataille de Schlesisch-Neustadt. Il devient ensuite major et supervise la chambre royale des plans et des jardins. En juin 1762, après la bataille de Burkersdorf, il devient lieutenant-colonel. Le 13 avril 1763, il devient capitaine du bureau de Lebus. En 1764, il devient colonel et deux ans plus tard, en juin, quartier-maître général et, après la mort du général de division von Ingersleben, également maître-chasseur de cour. Il conserve les postes jusqu'en 1781. En octobre 1767, il reçoit également en fief l'abbaye de Münster avec le comté libre de Heyden. Elle est revenue au roi après la mort du dernier comte, le baron de Vehlen. Le 3 mai 1779, il est nommé général de division. En 1778, il est encore dans l'armée dans la guerre de Succession de Bavière. Mais il fait une chute de cheval et se rend à Schweidnitz pour se soigner. Depuis cette chute, il souffre d'évanouissements. Le 4 juin 1781, Anhalt devient chef du 38e régiment à pied "von Falkenhayn (de)" stationné à Breslau.
Le 20 mai 1782, il est promu lieutenant général. Le 22 septembre 1783, il reçoit le 2e régiment à pied "von Stutterheim" comme successeur du Generalleutnant Joachim Friedrich von Stutterheim à Königsberg. Parallèlement, il devient inspecteur général de l'infanterie de Prusse-Orientale et gouverneur de Königsberg. Il occupe ce poste jusqu'à sa démission le 16 octobre 1786. Il quitte alors le service actif avec une pension de 4 000 thalers.
Le 9 novembre 1786, il est fait chevalier de l'ordre de l'Aigle noir par Frédéric-Guillaume II pour ses longues années de service. Anhalt se retire dans son château de Plaue, qu'il revend pour acheter une maison dans la ville de Ziesar.
Henri Guillaume d'Anhalt jouit d'une grande estime auprès de Frédéric-Guillaume II. C'est ainsi qu'il se rend à Potsdam peu de temps avant la mort du roi pour discuter d'affaires militaires. Il hérite d'une tabatière en or de grande valeur provenant de la succession du roi. Le roi Frédéric-Guillaume III l'apprécie également beaucoup, si bien qu'il le promeut General der Infanterie le 20 mai 1798.
Il n'est pas apprécié dans l'armée. Il est considéré comme un intrigant. Des officiers talentueux ont ainsi quitté l'armée à cause de lui, comme Friedrich Wilhelm von Steuben, qui se rend plus tard en Amérique. Le général prince Henri et le général Seydlitz l'ont détesté.

### Anoblissement
Le 3 janvier 1761, le roi l'élève, lui et son frère Charles-Philippe (de) - qui est alors lieutenant dans l'artillerie - à la noblesse prussienne sous le nom d'Anhalt. Ils deviennent seigneurs d'Anhalt, leurs demi-frères recevant le titre de comtes d'Anhalt.

### Famille
Le 10 mars 1768, Anhalt se marie avec Caroline Friederike von Wedel (de) (1748–1780) à Berlin. Elle est la fille du Generalleutnant Carl Heinrich von Wedel. Le couple a les enfants suivants :
- Frédéric-Guillaume-Charles-François (de) (né le 22 juin 1769 et mort le 16 avril 1837), général de division prussien marié en 1795 avec Caroline Ludovika von Weiss (née le 10 octobre 1773 et morte le 19 janvier 1825), fille de Johann Jakob von Weiss et Hanna Barbara Koppen
- Christiane-Frédérique-Wilhelmine (née le 16 décembre 1770 et morte le 31 décembre 1832), mariée :
  - en 1787 avec Otto Georg von Stutterheim (mort le 1er octobre 1817) (divorcé en 1797), fils de Joachim Friedrich von Stutterheim
  - avec Jules Gabriel de Seigneux (né le 24 janvier 1768 et mort le 27 novembre 1834) (divorcé en 1804). Il est l'amant de Julienne de Saxe-Cobourg-Saalfeld.

En secondes noces, il est marié depuis le 18 avril 1797 avec Sophie Gericke (1760-1826), une fille de pêcheur.